# Nidana
Nidana é uma palavra  do sânscrito e do páli que significa "causa, motivação ou ocasião", dependendo do contexto. É derivada de ni  (baixo, para dentro) e da (dana, ligar). A palavra aparece no Rigveda, como um hino 10.114.2, e outras escrituras hindus onde significa "causa primária ou primeira causa, causa vinculada"; em outros contextos como no Rigveda 6.32.6, nidana refere-se a uma corda ou faixa que liga, prende ou uma coisa a outra, como um cavalo é preso a uma carroça.
O termo tem ao menos três denotações importantes: um termo geral para causa usada especialmente no contexto das dozes originações ou doze nidanas, os doze elos de uma corrente; uma das categorias tradicionais da literatura budista dedicada a narrativa que descrevem a ocasião para a exposição  de uma doutrina ou uma regra monástica específica; a porção da sutra que descreve o estabelecimento do discurso, como onde o Buda morou, os membros etc

## Budismo
Como as doutrinas nidana do Budismo são atribuídas ao Buda Shakyamuni.  Ela tem dois significados específicos. O uso mais comum refere-se ao doze nidanas ou "uma concatenação de causa e efeito", que é o ciclo do renascimento, conforme descrito por Gautama, sobre o qual um re-devoto é pensado pelos budistas para descansar, o que também é chamado de doze elos de 'dependent origination'.
Um exemplo importante de "nidanas" no budismo é a doutrina das Doze Nidānas onde cada link é afirmado como um relacionamento causal primário entre as ligações conectadas. Essas ligações apresentam a base mecanicista do nascimento repetido, Samsara, e Dukkha resultante (sofrimento, dor, insatisfação) a partir da avidyā (ignorância, equívocos).

## Hinduísmo
O termo Nidana  aparece em numerosos textos hindus antigos e medievais em que significa "primeira causa, causa primária, causa original ou essencial".Isso inclui os [Upanishads]] que incluem especulações teosóficas, bem como textos médicos como Sushruta Samhita e Charaka Samhita, onde um grande sub-livro é intitulado Nidana-sthana , bem como nos capítulos dos Puranas, nos quais discutem a causa da doença ou vários fenômenos naturais.